# Великий Коршик
Великий Ко́ршик (рос. Большой Коршик) — присілок у складі Орічівського району Кіровської області, Росія. Входить до складу Коршицького сільського поселення.
Населення становить 50 осіб (2010, 35 у 2002).
Національний склад станом на 2002 рік — росіяни 97 %.